# Aleutergraven

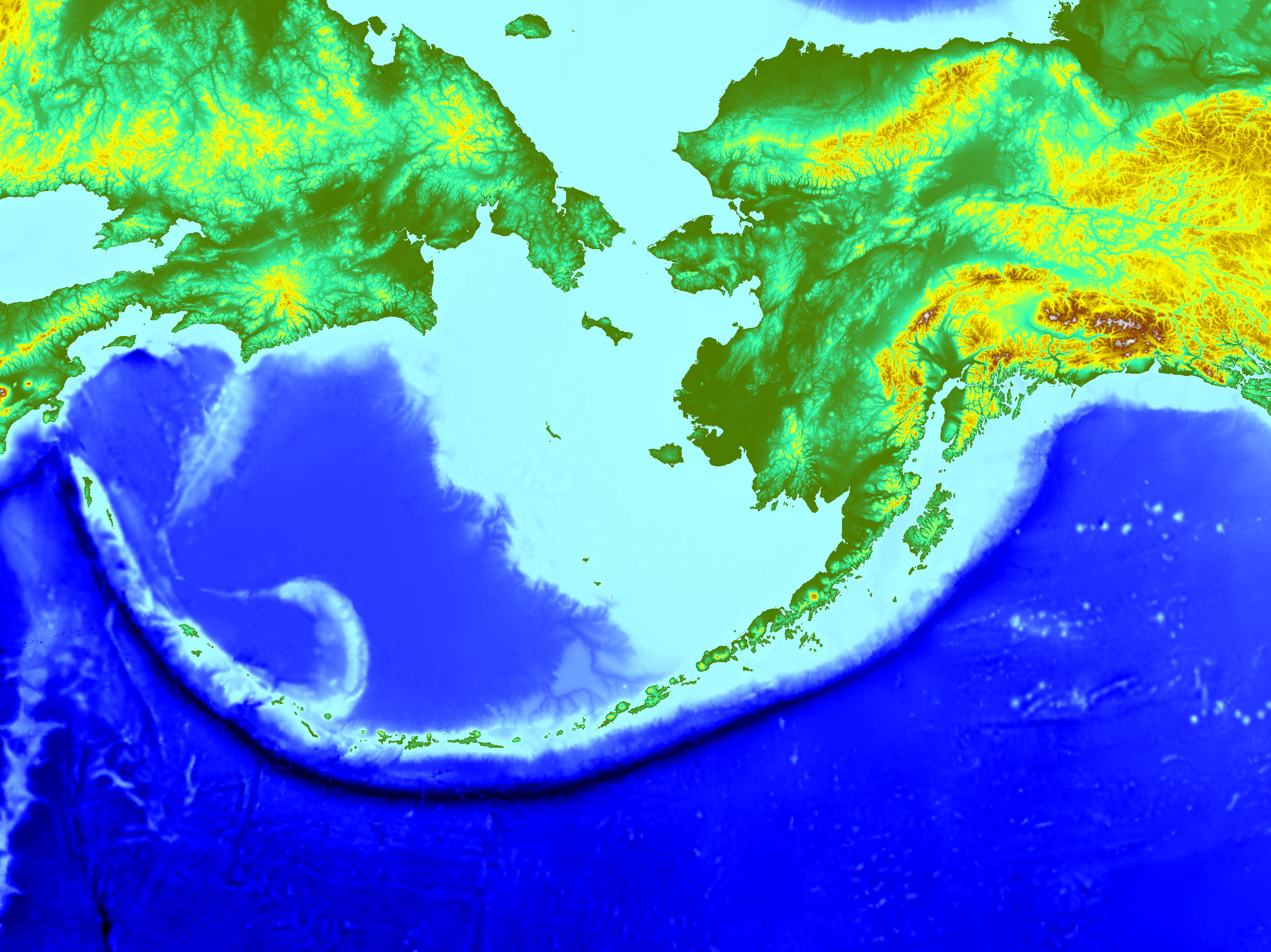
Aleutergraven.

Aleutergraven är en 3.700 kilometer lång och omkring 50 kilometer bred V-formad djuphavsgrav med branta sidor strax utanför  Aleuternas södra kust.
Det största djupet är 7.680 meter. Aleutergraven skapas i subduktionszonen mellan den norrut glidande Stillahavsplattan och Nordamerikanska plattan.